# Plòcam
Plòcam (en llatí Plocamus, en grec antic Πλόκαμος) fou un escultor grec conegut perquè el seu nom apareix inscrit en un grup de dues estàtues, un Baccus recolzat damunt d'Àmpel, que porta la inscripció: ΠΛΟΚΑΜΟΞ ΞΠΟΙΗΞΕ en un costat, i a l'altre ΦΟΚΞΙΩΝ ΞΥΝ ΜΥΡ que és de data posterior.